# 北条氏久
北条 氏久（ほうじょう うじひさ）は、河内狭山藩の第10代藩主。

## 生涯
文化13年（1816年）、美濃大垣藩主・戸田氏庸の四男として生まれる。初名は庸修（つねなが）。天保11年（1840年）12月、狭山藩の第9代藩主・北条氏喬の婿養子となる。天保13年（1842年）1月21日、氏喬が隠居したため、家督を継ぐ。
嘉永2年（1849年）に農民を兵士に徴兵する農兵を創設した。その見返りとして苗字帯刀を常時許し、賃金もある程度支払うことを容認している。しかし、このような軍備拡大は小藩の狭山藩では負担が大きく、ただでさえ悪化していた財政をさらに逼迫し、倹約による財政再建も行なっている。
嘉永5年（1852年）3月24日、養子の氏燕に家督を譲って隠居し、直後の5月10日に死去した。享年37。